# Ducula bicolor
Ducula bicolor е вид птица от семейство Гълъбови (Columbidae).

## Разпространение
Видът е разпространен в Бруней, Виетнам, Индия, Индонезия, Камбоджа, Малайзия, Мианмар, Сингапур, Тайланд и Филипините.